# Ausztrál kelpie
Az ausztrál kelpie az európai kutyakedvelők számára talán a legismeretlenebb ausztrál pásztorkutya fajta. De az ausztráliai pásztorok és marhatenyésztők nem csak jól ismerik, hanem nagyra is becsülik fáradhatatlan munkakedve miatt. Az ausztrál kelpie nagyon jól alkalmazkodott az ausztráliai munkakörülményekhez, munkakedve megvan, legyen nyári hőség vagy téli hideg. Figyelemre méltó az is, hogy nagyon jól alkalmazkodnak az adott ország klímájához és körülményeihez.

## Eredete
Az ausztrál kelpie skót bevándorlók kutyáitól származik (a rövidszőrű colleiktól). A kutyák nagyon gyorsan és jól alkalmazkodnak új környezetükhöz, és a farmerek hamar megkedvelték kiváló munkája miatt. Az Európába behozott kutyákat keresztezték más európai kutyafajtákkal (főleg angol és skót kutyákkal), és az őshonos vadkutyával a dingóval. A kelpie szó skót nyelven vízi szellemet jelent.

## Testfelépítése
Testfelépítése szögletes, mellkasa mély, de nem széles, bőre feszes. Feje rókáéra emlékeztet, spiccszerű, arcorri része valamivel rövidebb a koponyánál. Határozott stop és enyhén domború konya jellemzi. A kelpie harapása ollós. A kanok magassága 46–51 cm, a szukáké 43–48 cm. Sűrű aljszőrzetét rövid, durva tapintású fedőszőrzet takarja. Ez így együtt kiválóan ellenáll az időjárás viszontagságainak. A kelpie a következő színekben elfogadott: fekete, csokoládébarna, vörös, fekete-cserbarna, vörös-cserbarna, őzbarna, szürkéskék. Szeme sötétbarna, füle feláll. Farka hosszú, lelóg. Szőrzete viszonylag rövid, sima, kemény. 	

## Viselkedése
Óriási munkakedve van és bár nehéz de ki lehet elégíteni városi környezettben is,ha mindennap picit legalább foglalkozunk vele. A kelpie amúgy kellemes és különösen családi kutya: intelligens, vidám, aktív, kitartó, ragaszkodó – mindig kész arra, hogy a számára kitűzött feladatot a gazda megelégedésére végrehajtsa. Mindenesetre mint juhászkutya szereti az önállóságot. Az unalmas, egyhangú élet a hátsó udvarban vagy az ágyon heverészve gyűlölt dolog a számára. Az aktívan dolgozó vonalakból származó kelpie-k csak juhászok kezébe valók, mivel olyan magas a terelési ösztönük, hogy azt egy egyszerű kutyatartó nem tudja kielégíteni. Hatásos „pótlék” az agility, de ismerünk mentőkutyaként vagy terápiás kutyaként dolgozó kelpie-t is. Türelmük és kitartásuk olykor végtelennek tűnik. A kelpie nem kedveli, sőt lenézi a kemény nevelési módszereket, anélkül, hogy túlságosan érzékeny lenne. Ezek a kutyák intelligenciával, sokszínű feladatokkal és örömmel akarnak dolgozni, a gazda által állított kreatív feladatoknak önfeláldozó módon próbálnak megfelelni. Nagyon gyors a felfogóképességük, fáradhatatlanok, képesek napi 50 kilométer megtételére szusszanásnyi pihenőkkel. Teljesen munkájuknak szentelik magukat, egész nap hajtanak, gyorsak és fürgék. Képesek a birkanyáj hátán szaladni, hogy mihamarabb a nyáj elébe kerüljenek. Karámban és szabad területen egyaránt jól dolgoznak. A fajta fontos tulajdonsága a „tekintet” és a „hang”. A szemkutyák elsősorban a legelőn dolgoznak, bizonyos távolságból őrzik a nyájat. Pillantásukkal szinte hipnotizálják az állatokat. Az ugatók feladata a nyájak vagy egyes állatok egyik karámból a másikba hajtása. Ideális esetben egy jó kelpie mindkét feladatot képes ellátni.
Napjainkban nem túl gyakori fajta. Gazdájával és családjával szemben hűséges és engedelmes. Kiváló jelzőkutya, éberen vigyázza a környezetét; ha veszélyt érez, azonnal ugatással jelzi. Sok mozgásra van szüksége, akkor érzi jól magát, ha futhat, hancúrozhat, labdázhat. Ha elég jól kifárasztjuk, akkor nem kell tartanunk a külön útjaitól. Eredetileg nyájterelésre használták, ezért őseitől rendkívüli kitartást és fáradhatatlan munkabírást örökölt. Szinte minden kutyás sportban kiválóan teljesít. A kelpie jól megfér a fajtársaival. Megfelelő szocializáció esetén a háziállatok is teljes biztonságban vannak. A gyerekeket szereti, idegenekkel szemben barátságosan viselkedik. Szőrzete nem igényel különösebb gondozást. Rendkívül értelmes kutya, könnyen és gyorsan tanul. Igyekezzünk mindig valami munkát adni neki, foglaljuk le, különben komoly galibát okozhat nekünk.

## Külső hivatkozás
- Videó a fajtáról. YouTube
- Képek